# Kweon Lee-jun
Kweon Lee-jun (kor. 권이준; ur. 24 października 1997) – południowokoreański snowboardzista, złoty medalista mistrzostw świata juniorów.

## Kariera
Po raz pierwszy na arenie międzynarodowej pojawił się 10 grudnia 2011 roku w Copper Mountain, gdzie w zawodach Nor-Am Cup zajął 65. miejsce w halfpipe'ie. W 2012 roku wystąpił na mistrzostwach świata juniorów w Sierra Nevada, zajmując 31. miejsce. Jeszcze trzykrotnie startował w zawodach tego cyklu, najlepsze wyniki osiągając podczas mistrzostw świata juniorów w Yabuli w 2015 roku, gdzie wywalczył złoty medal.
W zawodach Pucharu Świata zadebiutował 24 sierpnia 2013 roku w Cardronie, zajmując 42. miejsce. Nie stawał na podium zawodów pucharowych. Najlepsze wyniki osiągnął w sezonie 2016/2017, kiedy to zajął 80. miejsce w klasyfikacji AFU, a w klasyfikacji halfpipe’a był dwudziesty. W 2017 roku zajął osiemnaste miejsce podczas mistrzostw świata w Sierra Nevada. Na rozgrywanych dwa lata wcześniej mistrzostwach świata w Kreischbergu zajął 23. pozycję.

## Osiągnięcia

### Mistrzostwa świata
| Miejsce | Dzień       | Rok  | Miejscowość   | Konkurencja | Zwycięzca    |
| ------- | ----------- | ---- | ------------- | ----------- | ------------ |
| 23.     | 17 stycznia | 2015 | Kreischberg   | Half-pipe   | Scotty James |
| 18.     | 11 marca    | 2017 | Sierra Nevada | Half-pipe   | Scotty James |
| 24.     | 8 lutego    | 2019 | Park City     | Halfpipe    | Scotty James |

### Puchar Świata

#### Miejsca w klasyfikacji generalnej AFU
- - AFU[2]
- sezon 2013/2014: 124.
- sezon 2015/2016: 89.
- sezon 2016/2017: 80.

#### Miejsca na podium w zawodach
Kweon nie stawał na podium zawodów PŚ.